# Никола Цолов
Никола Димитров Цолов е български автомобилен пилот, който се състезава в шампионата на ФИА Формула 3. Той е част от академията за развитие на млади пилоти на „Ред Бул“. През 2025 г. се състезава с екипа на Campos Racing.
На 25 май 2024 г. Цолов прави историческа победа на спринта на пистата в Монако, като става първият българин, печелил спринт във Формула 3. През сезон 2024, Цолов постига и друг исторически успех, като спечелва за първи път основно състезание във Формула 3. На 25 май 2025 г. с петата си победа във Формула 3 става рекордьор по брой победи в съвременната история на шампионата.

## Биография
Никола Цолов е роден на 21 декември 2006 г. в град София в семейството на Мира и Димитър Цолови. Баща му е компютърен специалист. Когато е на 9 години, баща му го води на картинг състезание в закритата писта за картинг в София Ринг Мол и го записва на детски спортен лагер в НСА. По време на курса Николай Върбицалиев, бивш пилот във Формула BMW в Германия, казва на баща му: „Синът ти има талант“. След тези думи баща му го завежда на кастинг в Картинг академията за млади пилоти на пистата в Кюстендил. Обучаван професионално в следващите две години – 2016 и 2017 г.

## Кариера

### Картинг
Никола печели Републиканския шампионат в клас „Мини“ през 2016 и 2017 г., като записва и няколко победи на състезания в Гърция и Румъния. През 2018 г. се премества в италианския шампионат, където печели Световната WSK OpenCup в клас „Мини“ през сезон 2019 с италианския отбор "Team Driver/KR".
През 2020 г. прави дебюта си в клас "OK Junior" и достига до 7-мо място в света. През 2021 г. участва в шампионата в старша възраст. Никола е поканен от Фернандо Алонсо да кара заедно с него в надпреварата за издръжливост „24 часа на Дубай“ през 2021 г., където се класират на 3-то място.

### Испански шампионат на Формула 4
През 2022 г. Фернандо Алонсо основава собствена мениджърска компания „A14 Management“, като Никола Цолов става първият пилот, присъединил се към компанията и получава място в Испанския шампионат на Формула 4. На 10 март 2022 г. е обявено, че Цолов ще се състезава за отбора „Кампос рейсинг“. Той започва сезона в Алгарви, Португалия с двоен пол позишън. В първото състезание стартира на пол позишън, но завършва на 14-то място – след проблем на старта, печели 5-то място във второто състезание и 1-во място в третия старт, като прави най-бързата обиколка във всяко едно от състезанията. Цолов продължава с доброто си представяне и във втория кръг от шампионата на пистата Херес, като печели пол позишън и прави най-бързи обиколки и в трите състезания. Завършва втори в първото състезания и печели втория и третия старт, което го прави лидер в шампионата. В следващия кръг на пистата „Рикардо Тормо“ в Испания печели и трите старта, като стартира два пъти от пол позишън и отново постига най-бързи обиколки и в трите старта.
На 2 октомври 2022 г. печели шампионата един кръг предсрочно, след като завършва на второ място в последното трето състезание на пистата „Навара“. От 21 старта в Испанската Формула 4, българският пилот печели общо 13 победи и записва в актива си 15 полпозишъна и 17 най-бързи обиколки. Също така поставя рекорд за най-много спечелени точки, като печели 400 точки в рамките на един сезон.

### FIA Формула 3

#### 2023
През март 2022 г. Никола Цолов официално става част от „Alpine F3 Racing Team“ и академията на отбора за развитие на млади таланти по пътя им към Формула 1.
През септември 2022 г. Никола Цолов участва в следсезонните тестове на Формула 3 на ФИА, карайки за отбора „ART Grand Prix“.
През декември 2022 г. официалният сайт на Формула 3 обявява, че за сезон 2023 г. Цолов ще кара в отбора на „ART Grand Prix“.

#### 2024
На 25 май 2024 г. Цолов печели спринта на пистата в Монако, като става първият българин, печелил спринт във Формула 3. През юни печели втори спринт – в Шпилберг, Австрия.
На 21 юли 2024 г. Никола Цолов постига и исторически успех, като спечели за първи път основно състезание във Формула 3. (общо трета негова победа). Прави го на пистата в „Хунгароринг“ в Унгария, където стартира от второ място на стартовата решетка и още в началото успява да изпревари своя съотборник Лаурен ван Хьопен. С тази победа, Цолов достига до осмо място в генералното класиране във Формула 3 със 75 точки в актива си.

#### 2025
За сезон 2025 г., Българският лъв се завръща в отбора на Campus Racing. Първата му победа за сезона е в спринта в Бахрейн. В Монако Цолов спечели първата си полпозишън във Формула 3. На 25 май 2025 г. той печели основното състезания на пистата в Монако и с тази пета за него победа става рекордьор по брой победи в съвременната история на шампионата, която започва от 2019 година. В спринта за Голямата награда на Испания на 31 май завършва на трето място на пистата в Барселона. В шестия кръг на сезона в Австрия Никола Цолов печели полпозишън, след това трето място в спринта и първо място в основното състезание – негова шеста победа.